# Quercus garryana
Quercus garryana — вид рослин з родини Букові (Fagaceae); поширений у Канаді й США.

## Опис
Досягає 25–30 м, зі стовбуром 1 м в діаметрі. Гілки висхідні. Крона розлога, округла. Кора світло-коричнева до сіруватої, товста, розламана на великі пластинки. Гілочки коричневі або жовтуваті, запушені. Бруньки коричнево-жовті, веретеноподібні, загострені, волосисті. Листки 2.5–12 × 5–8 см; овальні або еліптичні; основа мінлива; верхівка округла; край з 5–7 глибокими частками; яскраво-темно-зелені зверху й світло-зелені запушені знизу, жовтіють або червоніють восени; ніжки листків запушені, 1.5–2.5 см завдовжки. Жолудь завдовжки 2.5–3 см, сидячий, еліптичний, верхівка округла; дозріває через 1 рік. Дерево або чагарник, листопадний. 2n = 24.
Квітне навесні. Дозрілі або стиглі жолуді Q. garryana споживають різноманітні птахи, дрібні ссавці, олені та ведмеді, а також домашні тварини.

## Середовище проживання
Поширений на південному сході Британської Колумбії (Канада) й у штатах Каліфорнія, Орегон, Вашингтон США.
Займає різноманітні місця, включаючи високогірні схили, відкриті хребти та відкриті низини долин; висота: 0–2290 м. Q. garryana не має суворих вимог до ґрунту, вид можна знайти як на кам'янистих ділянках, так і на важких глинах, і він витримує як тривалі повені, так і посуху. Цей вид можна зустріти в північних мішаних вічнозелених лісах, на узліссях лісів, далі у внутрішній частині власної відкритої лісової спільноти, або, у південній частині його ареалу, як великий чагарник серед сосен, ялин та ялівців.

## Використання
Вважається одним з найкращих видів палива для опалення будинку. Цей вид також використовується для огороджувальних стовпів, меблів, шаф та обробки інтер’єру. Лісові масиви та ліси також забезпечують значну кількість корму для домашніх овець та великої рогатої худоби.
Корінними американцями Q. garryana медикаментозно застосовували для лікування туберкульозу, а також як напій і протирання матері перед пологами.

## Загрози й охорона
Нині немає серйозних загроз для Q. garryana, але худоба завдає певної шкоди від годівлі та витоптування, тоді як різні гриби та комахи також можуть негативно впливати на цей вид.

## Галерея

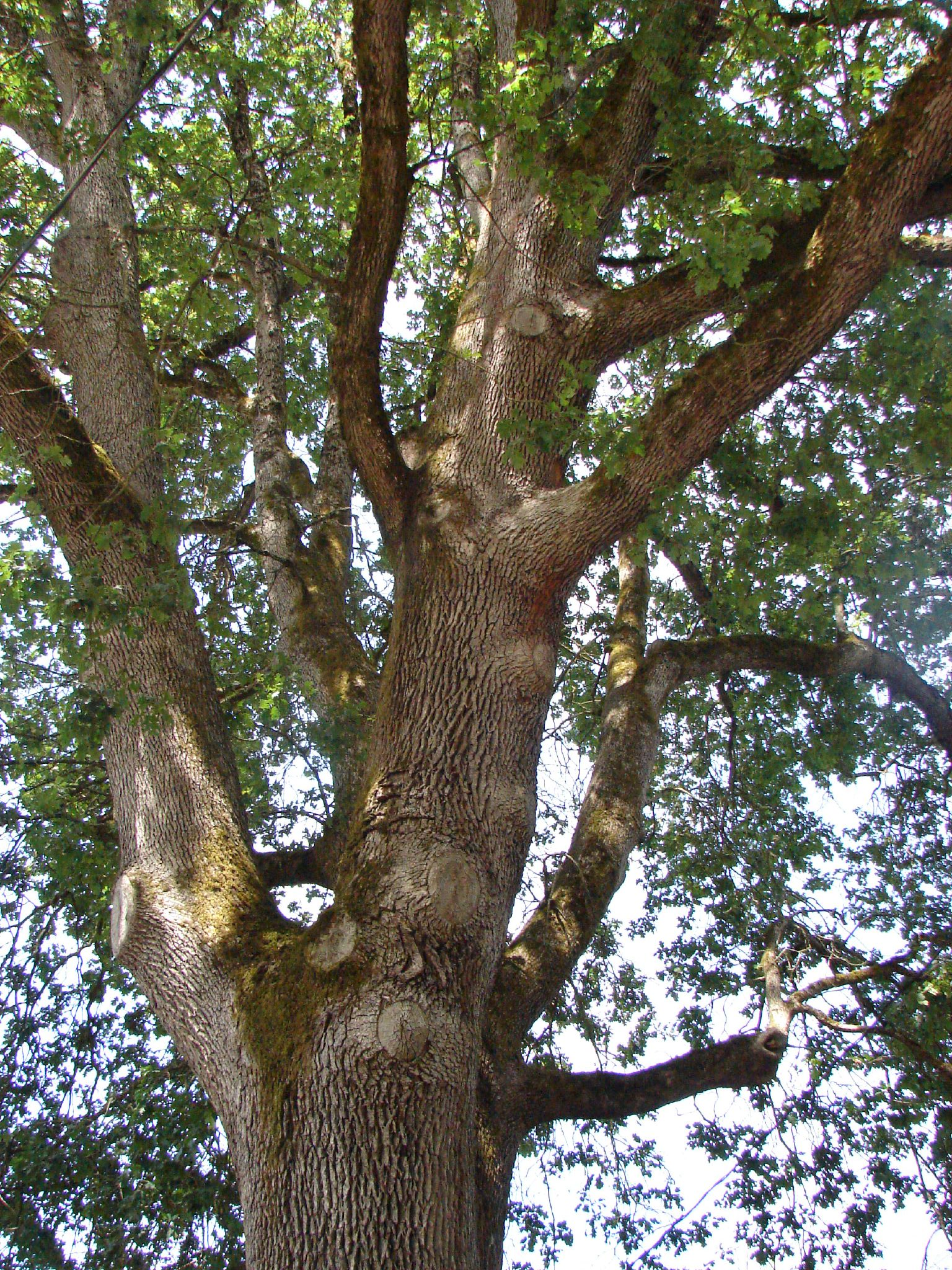
стовбур
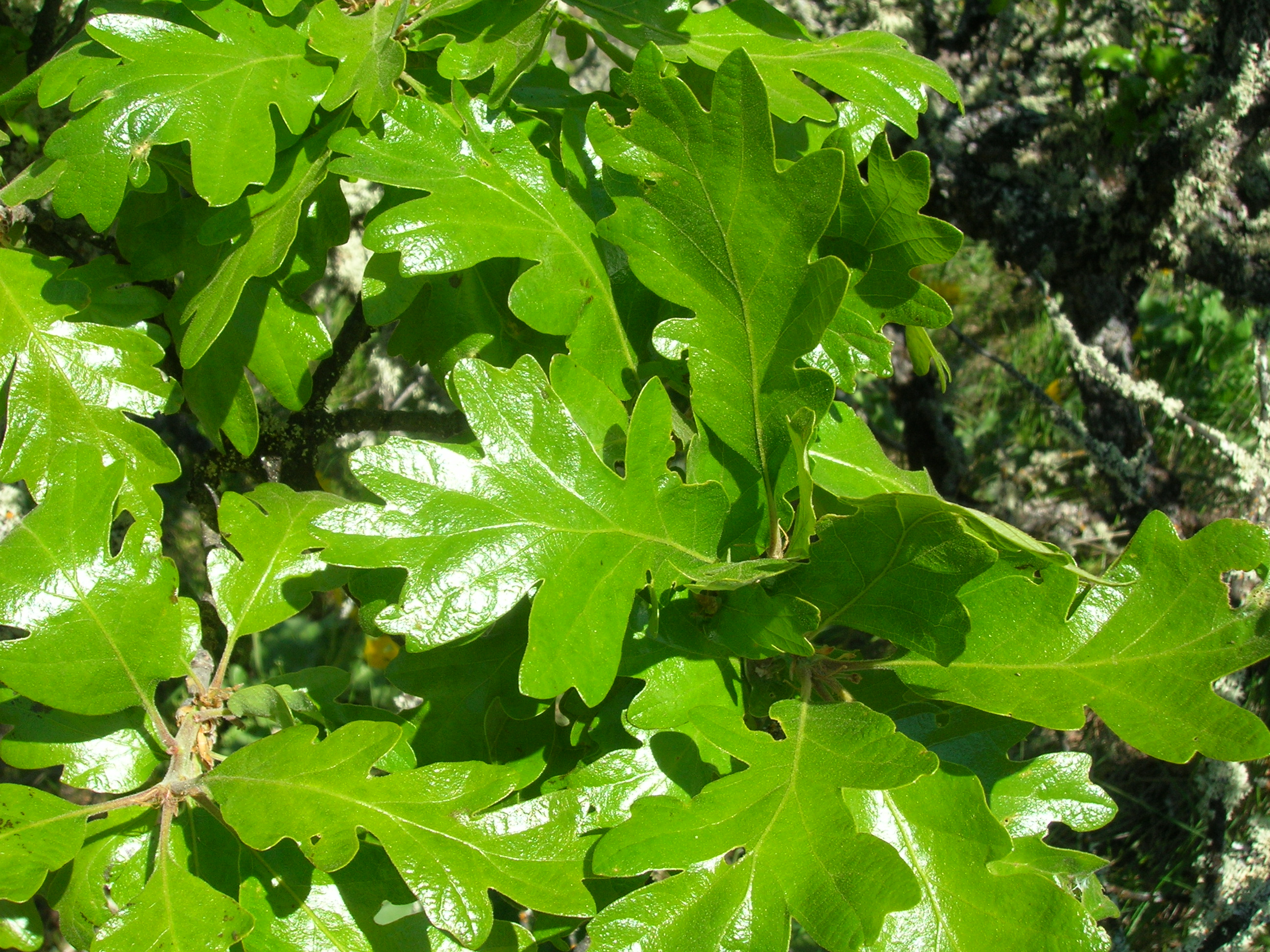
листя
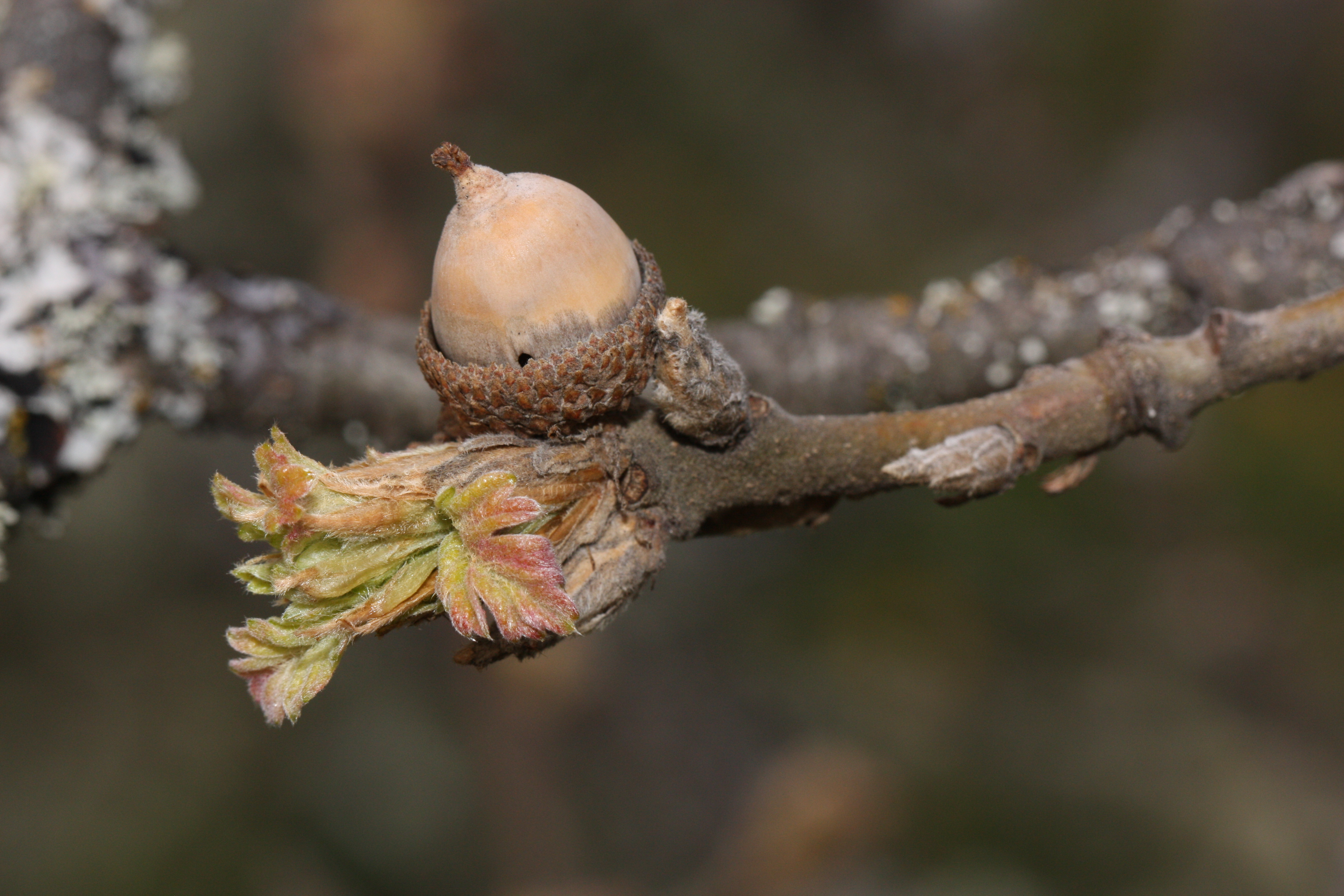
жолудь